# Jan Jacob Alfried de Laet
Jan Jacob Alfried de Laet, född 13 december 1815 i Antwerpen, död där 22 april 1891, var en flamländsk skriftställare.
De Laet var en kort tid läkare, blev 1845 titulärprofessor vid universitetet i Gent och övertog 1854 ledningen av ett bageri. År 1844 uppsatte han i Bryssel tidningen "Vlaemsch Belgie" och 1847 den mot franskvännerna riktade "De roskam".  År 1863 blev han ledamot av Belgiens andra kammare, där han ivrigt förfäktade flamländarnas sak.